# James McNeill Whistler
James Abbott McNeill Whistler RBA (Lowell, 1834. július 10. – Chelsea vagy London, 1903. július 17.) amerikai festő, a tonalizmus mint műfaj megalapítója, az 1800-as évek második felének egyik jelentős művésze. Leginkább az Egyesült Királyságban alkotott. Művészetére jellemző, hogy kerülte a moralizálást és a szentimentalizmust, leginkább a L’art pour l’art filozófiát követte. Számos csendéletet, kompozíciót és ún. nokturnát festett. Munkáinak jellegzetes szignója egy pillangó volt hegyes farokkal, amely személyiségének kettősségét szimbolizálta: művészetét gyengédség és harmónia jellemezte, miközben a való életben egy harcias személyiség volt. Egyik legismertebb alkotása saját édesanyjának, Anna McNeill Whistler-nek a portréja, amely a popkultúrában is jelentős szerepet kapott. 2010-ben Nocturne című festménye 282,000 dollárért kelt el.

## Galéria

Lány fehér ruhában
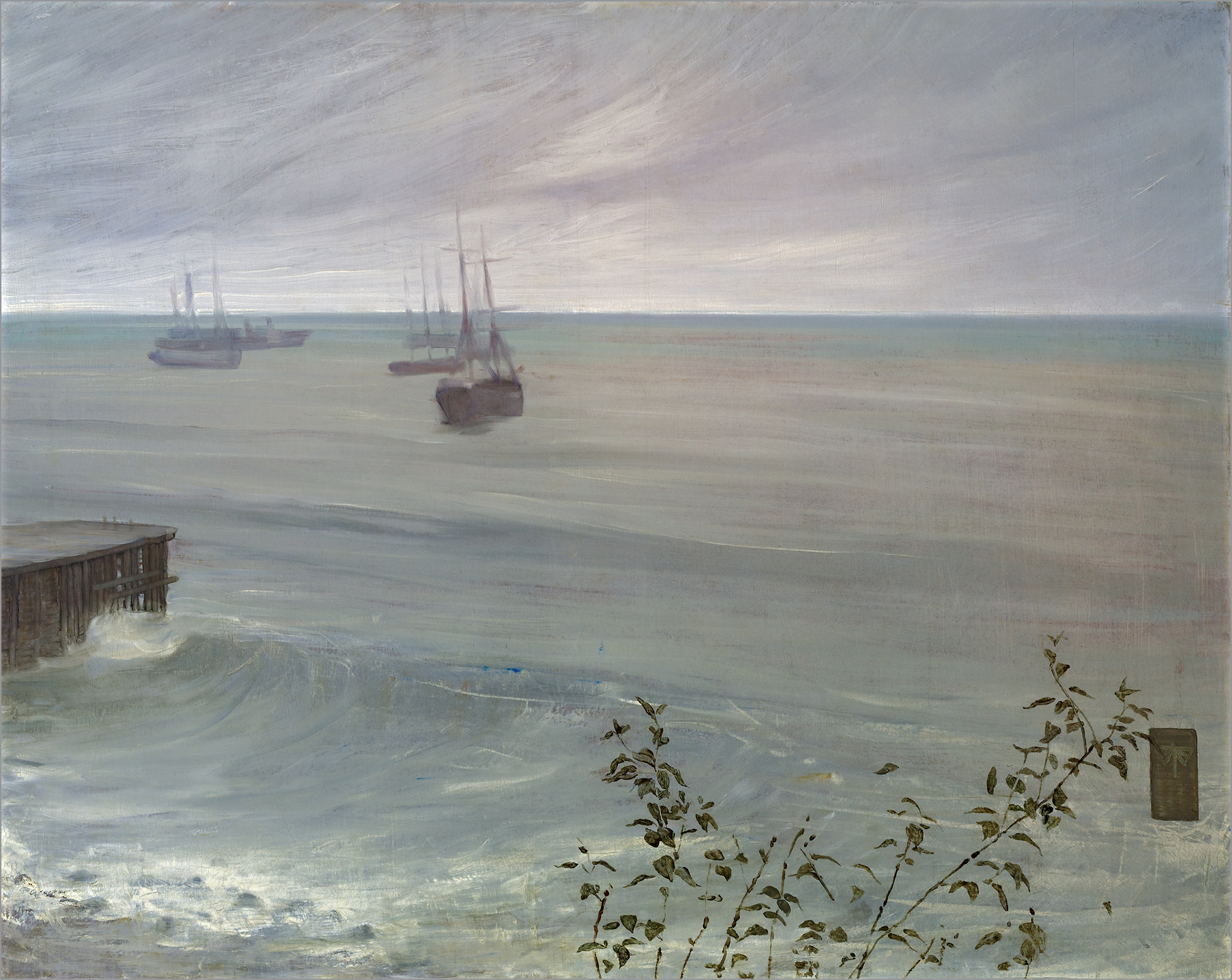
Óceán: a szürke és a zöld szimfóniája
Kompozíció szürkében és feketében 1. ismertebb címén Whistler anyja (1871), Musée d’Orsay, Párizs